# چاه گندو
چاه گندو، روستایی از توابع بخش مرکزی شهرستان جهرم در استان فارس ایران است.

## جمعیت
این روستا در دهستان کوهک قرار دارد و براساس سرشماری مرکز آمار ایران در سال ۱۳۹۵، جمعیت آن صفر نفر بوده‌است.